# Гаргано, Рейнальдо
Рейнальдо Аполо Гаргано Остуни (исп. Reinaldo Apolo Gargano Ostuni; 26 июля 1934, Пайсанду — 5 февраля 2013, Монтевидео) — уругвайский политический деятель, министр иностранных дел Уругвая (2005—2008).

## Биография
После военного переворота 1973 года находился в эмиграции в Испании. С 1984 года по 2010 год (с перерывом) был сенатором Уругвая. С 2001 года Председатель Социалистической партии Уругвая.
Новый уругвайский президент Табаре Васкес 1 марта 2005 года Рейнальдо Гаргано назначил министром иностранных дел. При нём 1 ноября 2004 года были восстановлены дипломатические отношения с Кубой. Этот пост он занимал до 3 марта 2008 года. Скончался 5 февраля 2013 года в Монтевидео.
Был женат на Юдит Грауэт (скончалась 26 октября 2010 года), дочери Нестора Грауэт. Они в браке имели двух детей.